# Johann Zarco
Johann Zarco (Cannes, 16 de julho de 1990) é um motociclista francês, atualmente compete na MotoGP pela Pramac Racing, equipa satélite da Ducati. Zarco é bicampeão da Moto2 em 2015 e 2016.

## Carreira

### Início
Nascido em Cannes no sul da França, Zarco começou a escala no motociclismo nos campeonatos de minimotos em 2004, principalmente na Itália. Em 2005, Zarco terminou como vice-campeão no Campeonato europeu Mini Mayor e em 2006, era o vice do Campeonato Aberto europeu. Também competiu no campeonato italiano de 125cc, onde terminou em décimo-segundo lugar. Zarco participou da Red Bull Rookies Cup em 2007, e ganhou o campeonato no Estoril, ganhando três corridas, e na corrida final em Valência. Estas atuações permitiram a Zarco fazer parte do esquema Red Bull MotoGP Academy junto com Cameron Beaubier, Jonas Folger e Danny Kent. Assim reduziu suas provas 2008, atuando apenas esporadicamente no campeonato italiano com a Equipe Gabrielli.

### Campeonato do Mundo de Moto2
Na temporada de 2012 sobe a Moto2, contratado pela equipo JIR, conduzindo una TSR 6 (marcada para efeito do campeonato de construtores como MotoBi). Obtém como melhor resultado um quarto lugar em Portugal e terminou a temporada em 10º lugar com 95 pontos.
Já na temporada de 2013 passa a equipe Came Iodaracing Project, conduzindo uma Suter MMX2. Obtêm dois terceiros lugares nos GP's da Itália e de Valência e termina a temporada em 9º lugar com 141 pontos.

### Moto GP
Após quatro anos e dois títulos na Moto2, Zarco fez o ingresso na categoria principal da Moto GP em 2017, pela equipe subsidiária da Yamaha, a Tech 3. Em sua primeira corrida chegou a liderar no GP de Losail no Qatar, porém, caiu quando liderava a prova. Seus primeiro pontos vieram com um 5º lugar no GP da Argentina, repetindo o feito na terceira prova temporada com o 5º lugar no GP de Houston, Texas.

## Resultados

### Por temporada
| Temporada | Classe | Moto           | Time                    | Número | Corridas | Vitóiras | Pódios | Pole | Volta Ráp. | Pts    | Pos | WCh |
| --------- | ------ | -------------- | ----------------------- | ------ | -------- | -------- | ------ | ---- | ---------- | ------ | --- | --- |
| 2009      | 125cc  | Aprilia        | WTR San Marino Team     | 14     | 16       | 0        | 0      | 0    | 0          | 32.5   | 20º | 0   |
| 2010      | 125cc  | Aprilia        | WTR San Marino Team     | 14     | 17       | 0        | 0      | 0    | 1          | 77     | 11º | 0   |
| 2011      | 125cc  | Derbi          | Avant-AirAsia-Ajo       | 5      | 17       | 1        | 11     | 4    | 4          | 262    | 2º  | 0   |
| 2012      | Moto2  | Motobi         | JiR Moto2               | 5      | 17       | 0        | 0      | 0    | 0          | 95     | 10º | 0   |
| 2013      | Moto2  | Suter          | Came IodaRacing Project | 5      | 17       | 0        | 2      | 0    | 2          | 141    | 9º  | 0   |
| 2014      | Moto2  | Caterham Suter | AirAsia Caterham        | 5      | 18       | 0        | 4      | 1    | 0          | 146    | 6º  | 0   |
| 2015      | Moto2  | Kalex          | Ajo Motorsport          | 5      | 18       | 8        | 14     | 7    | 1          | 352    | 1º  | 1   |
| 2016      | Moto2  | Kalex          | Ajo Motorsport          | 5      | 18       | 7        | 10     | 7    | 4          | 276    | 1º  | 1   |
| 2017      | MotoGP | Yamaha         | Monster Yamaha Tech 3   | 5      | 3        | 0        | 0      | 0    | 1          | 22*    | 7º  | 0   |
| Total     |        |                |                         |        | 141      | 16       | 41     | 19   | 13         | 1403.5 |     | 2   |